# Jean Girard (prélat)
Pour les articles homonymes, voir Jean Girard et Girard.
Jean (de) Girard (né à Embrun et mort le 17 janvier 1457) est un prélat français du XVe siècle.

## Biographie
Jean de Girard est, comme Pelade, natif d'Embrun, ou au moins de l'Embrunois. Il appartenait à la famille des Girard, qui est originaire des Orres, petit village situé près d'Embrun.
Jean de Girard est premier conseiller du roi, maître des requêtes, président du conseil delphinal en 1426, lieutenant du gouverneur, et enfin vice-chancelier en Dauphiné. Il abandonna ces hautes dignités pour devenir chanoine de l'église métropolitaine de Notre-Dame d'Embrun. Après la mort de l'archevêque Jacques Gélu, il est élu archevêque d'Embrun. Quelques auteurs disent que le chapitre l'ayant nommé, le pape refusa de ratifier le choix du chapitre, et que les chanoines se pourvoient au concile de Bâle. Eugène IV voulait donner à ce prélat les sièges de Reims ou de Vienne, mais de Girard préfère Embrun.
C'est sous ce pontife que l'archevêque d'Embrun perd le droit de faire battre monnaie dans toutes les parties du diocèse appartenant au Dauphiné.  Pendant le Grand Schisme d'Occident, et sous l'antipape Pierre de Lune, l'abbaye de Boscodon s'est soustraite à la juridiction de l'archevêque d'Embrun. Jean de Girard la contraint à rentrer sous l'obéissance de son légitime supérieur ; les papes Eugène IV et Nicolas V lui rendent son autorité sur l'abbaye, et frappent d'excommunication les plus obstinés d'entre les moines; Pierre de Saint-Agnan, abbé de ce monastère, se soumet.
Jean de Girard est très versé dans la jurisprudence. Il compose des règlements judiciaires. Le dauphin Louis, fils de Charles VII  l'envoie auprès d'Amédée, duc de Savoie, en 1445, pour faire exécuter les conditions du traité de paix entre les rois de France et les ducs de Savoie. Il va aussi avec les autres députés de Charles VII, à Genève, pour assister à l'abdication de Félix V. 